# رومانو بائیس
رومانو بائیس (ایتالیایی: Romano Baïs) یک خواننده، تنظیم‌کننده و تهیه‌کننده موسیقی اهل ایتالیا است که از اوایلِ دههٔ ۸۰ میلادی تا کنون مشغول فعالیت هنری بوده است.
از تک‌آهنگ‌های مشهور او می‌توان به ترانهٔ «بهم زنگ بزن» (Dial my Number) اشاره نمود.